# Upolu
Upolu a Szamoát alkotó két nagy sziget egyike, nyugati szomszédjától, Savai'i-tól a légvonalban 18 km széles Apolima-szoros választja el. A két földdarab között kompjárat biztosítja a közlekedést.

## Geológiája
Upolu vulkanikus sziget, amelyet korallzátonyok vesznek körbe. A sziget tömbjét alkotó kőzet keletkezése a pliocéntől a holocénig datálható és nagyrészt bazaltból, tufákból áll, a tájképet a piroklasztikus ár alkotta formációk valamint a szigetszerte megfigyelhető salakkúpok dominálják. A partvonalon számos helyen erős erózió figyelhető meg, amely elsősorban a sziget folyamatos süllyedésének és a partvonalon folytatott homok és kavics kitermelésnek köszönhető. Upolu nem rendelkezik jelentős ásványkincs lelőhelyekkel.

## Földrajza

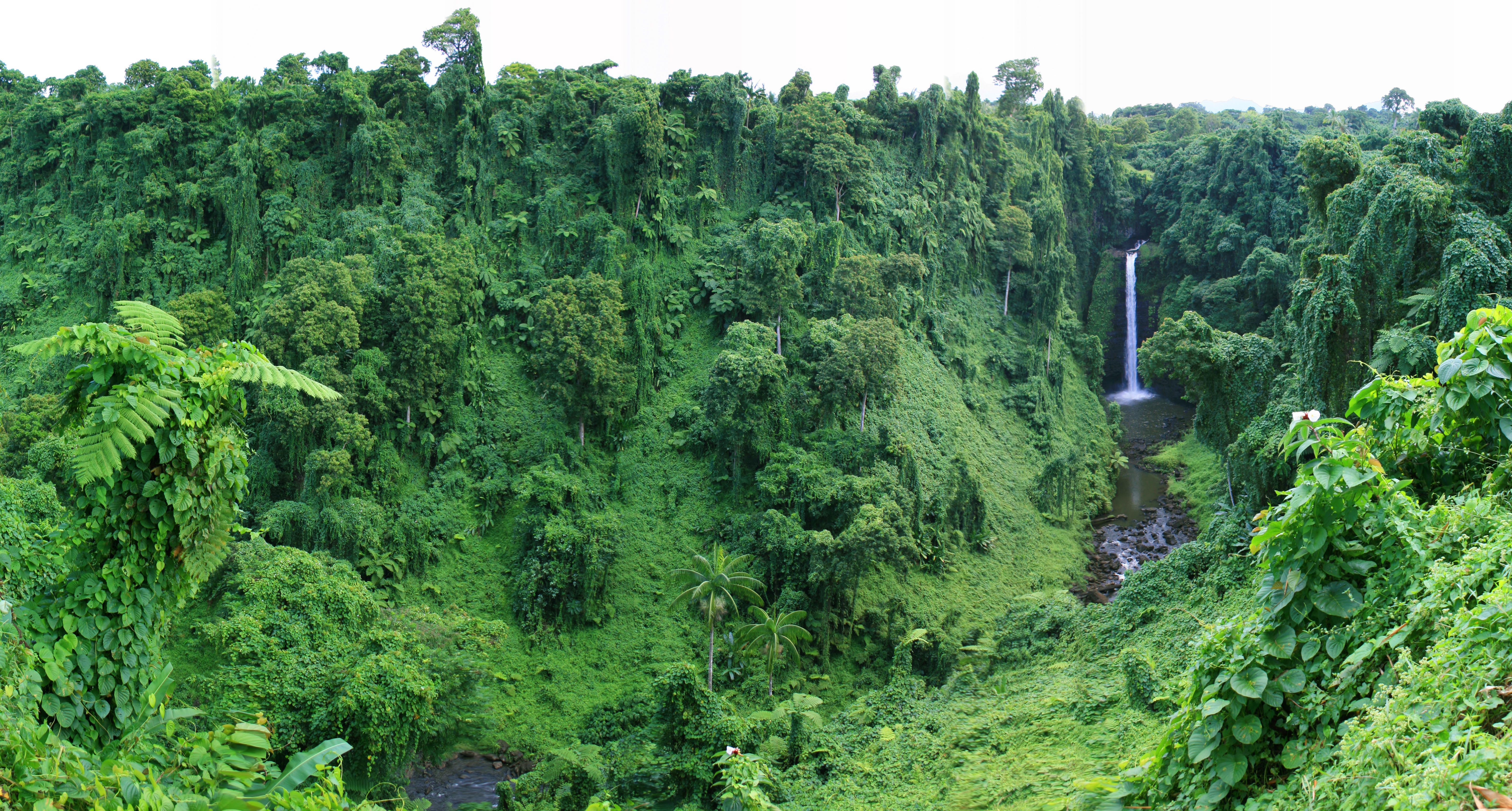
A Sopo'aga vízesés

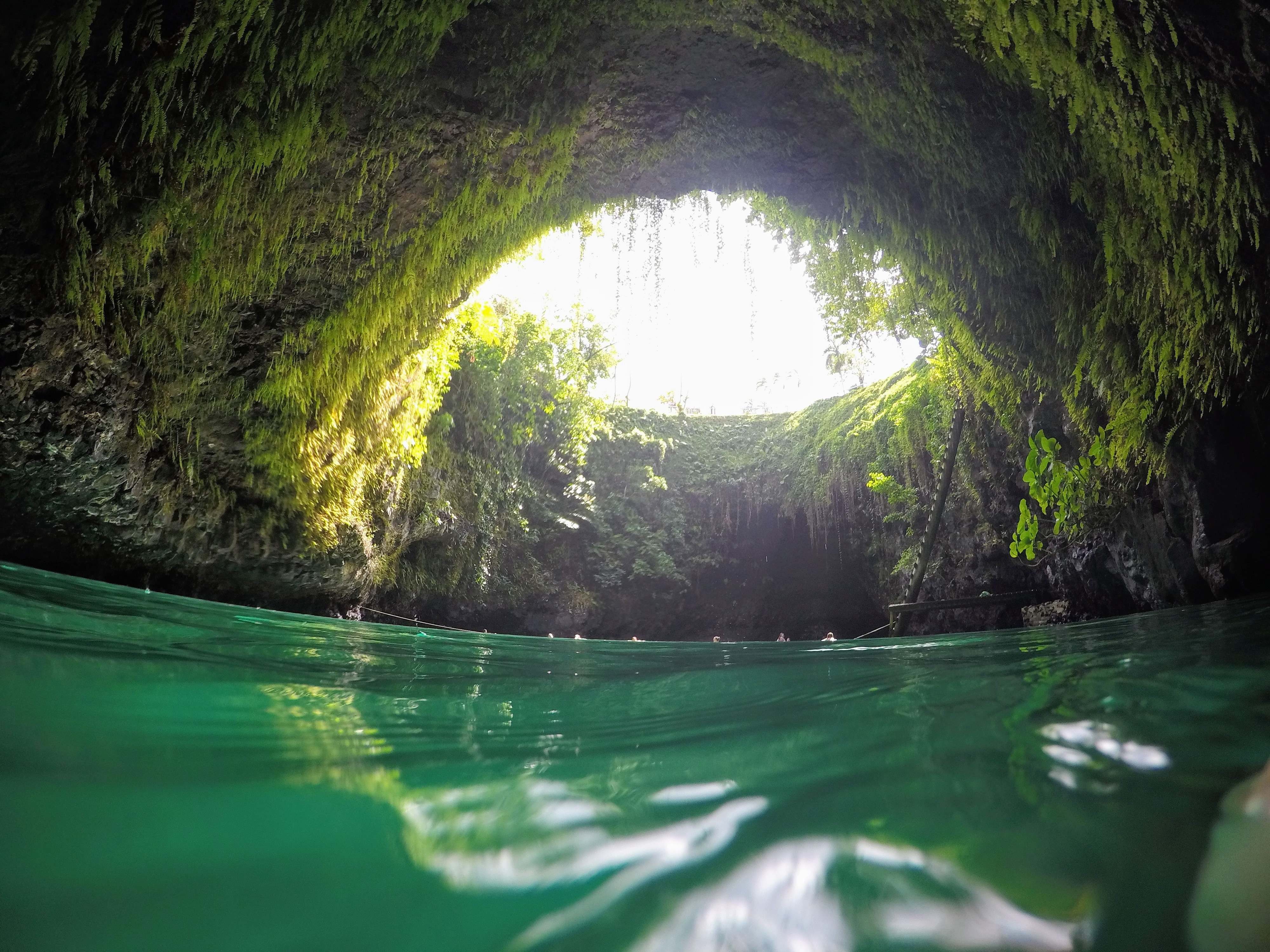
A To Sua tengeri barlang

Területe 1125 km2, 74 km hosszú kelet-nyugati irányban és 26 km széles. Ezzel Szamoa második, a világ 303. legnagyobb szigete. Lakossága 143.400 fő, az ország népességének 71%-a él Upolun. A gazdaság központja az északi part, ahol a főváros, Apia található. A sziget nyugati végén helyezkedik el a Faleolo nemzetközi repülőtér. Éghajlata trópusi, egyenlítői, egész évben 26 °C körül van az átlaghőmérséklet, az éves csapadékmennyiség meghaladja a 2800 millimétert. A sziget belső, hegyvidéki részét sűrű esőerdő borítja. Számos védett terület található a szigeten, köztük az Upolu keleti részén fekvő Lanoto'o-tói Nemzeti Park, a vízeséseiről és sziklás tengerpartjáról híres Pupu Pu'e Nemzeti Park, valamint a Világörökségi helyszín-jelölt Fagaloa-öböl Természetvédelmi Terület, amely magába foglalja a Csendes-óceán keleti medencéjének egyik legnagyobb területű esőerdejét, és egy hagyományos szamoai kultúrtájat. A Pupu Pu'e Nemzeti Parkban található a sziget legmagasabb pontja, az 1113 méter magas Mount Fito is.

## Elnevezése
A polinéz szamoai  mitológia szerint a világ teremtője, Tagaloa két hatalmas sziklát hajított le a mennyből, így született meg Sapai'i és Upolu, utóbbi az első nőről, a szamoai teremtéstörténet Évájáról kapta nevét.

## Közigazgatási beosztása

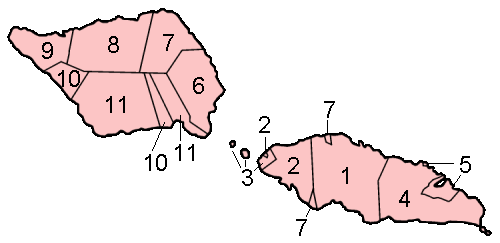
Upolu közigazgatási körzetei (a jobb oldali sziget)

Upolut és a hozzá tartozó kisebb szigeteket 5 körzetre osztják:
1. Tuamasaga
2. A'ana
3. Aiga-i-le-Tai
4. Atua
5. Va'a-o-Fonoti

A sziget egyetlen városa Apia, Tuamasaga körzetében fekszik.